# Campeonato da Bélgica de Ciclocross
O Campeonato da Bélgica de ciclocross organiza-se anualmente desde o ano de 1910 para determinar o campeão ciclista da Bélgica do ano, nesta modalidade ciclista. A prova feminina organiza-se anualmente desde o ano 2001. O título outorga-se ao vencedor de uma única corrida.
No ano 1911 não se disputou, posteriormente nos anos 1915 a 1920 não se celebraram por causa da Primeira Guerra Mundial, e no anos 1940 por causa da Segunda Guerra Mundial.
O ciclista mais laureado é Roland Liboton, com dez títulos, além de maneira consecutiva. O campeão actual é Laurens Sweeck. A ciclista mais laureada e actual campeã é Sanne Cant, com onze títulos.

## Palmarés masculino

### Profissional
| Ano                      | Vencedor               | Segundo                   | Terceiro                  | Localidade           |
| ------------------------ | ---------------------- | ------------------------- | ------------------------- | -------------------- |
| 1910                     | Philippe Thys          |                           |                           |                      |
| 1911. Não disputada      |                        |                           |                           |                      |
| 1912                     | Joseph Van Ingelghem   |                           |                           |                      |
| 1913                     | Henri Moerenhout       |                           |                           |                      |
| 1914                     | Joseph Van Ingelghem   |                           |                           |                      |
| 1915-1920. Não disputada |                        |                           |                           |                      |
| 1921                     | René Vermandel         |                           |                           |                      |
| 1922                     | Maurice De Waele       |                           |                           |                      |
| 1923                     | Théodore Van Eetvelde  | Maurice De Waele          |                           |                      |
| 1924                     | Joseph Van Dam         |                           |                           |                      |
| 1925                     | Pé Verhaegen           |                           |                           |                      |
| 1926                     | Henri Moerenhout       |                           |                           |                      |
| 1927                     | Jean Meeuwis           |                           |                           |                      |
| 1928                     | Jules Goedhuys         |                           |                           |                      |
| 1929                     | Georges Ronsse         |                           |                           |                      |
| 1930                     | Georges Ronsse         |                           |                           |                      |
| 1931                     | Jules Goedhuys         |                           |                           |                      |
| 1932                     | Jef Demuysere          |                           |                           |                      |
| 1933                     | Maurice Seynaeve       |                           |                           |                      |
| 1934                     | Maurice Seynaeve       |                           |                           |                      |
| 1935                     | Maurice Seynaeve       |                           |                           |                      |
| 1936                     | Maurice Seynaeve       |                           |                           |                      |
| 1937                     | Maurice Seynaeve       |                           |                           |                      |
| 1938                     | Omer Thys              |                           |                           |                      |
| 1939                     | Omer Thys              |                           |                           |                      |
| 1940. Não disputada      |                        |                           |                           |                      |
| 1941                     | Richard Blendeman      |                           |                           |                      |
| 1942                     | Eugeen Jacobs          |                           |                           |                      |
| 1943                     | Eugeen Jacobs          |                           |                           |                      |
| 1944                     | Frans Van Hellemont    |                           |                           |                      |
| 1945                     | Georges Vandermeirsch  | Lode Michiels             | Eugeen Jacobs             | Keerbergen           |
| 1946                     | Georges Vandermeirsch  | Lode Michiels             | Oscar Goethals            | Antuérpia            |
| 1947                     | Georges Vandermeirsch  | Lode Michiels             | Odiel Vandenmeerschaut    | Wervik               |
| 1948                     | Frans De Coster        | Odiel Vandenmeerschaut    | Frans Loyaert             | Heverlee             |
| 1949                     | Georges Vandermeirsch  | Frans De Coster           | Eugeen Jacobs             | Zingem               |
| 1950                     | Firmin Van Kerrebroeck | Georges Vandermeirsch     | Michel Decroix            | Mater                |
| 1951                     | Georges Vandermeirsch  | Firmin Van Kerrebroeck    | Michel Decroix            | Westouter            |
| 1952                     | Firmin Van Kerrebroeck | Frans Feremans            | René De Keyser            | Hoeselt              |
| 1953                     | Georges Furnière       | Roger De Clercq           | Firmin Van Kerrebroeck    | Lens                 |
| 1954                     | Frans Feremans         | Roger De Clercq           | Charles Van Houtte        | Hombeek              |
| 1955                     | Firmin Van Kerrebroeck | Roger De Clercq           | Charles Van Houtte        | Sombreffe            |
| 1956                     | Firmin Van Kerrebroeck | Roger De Clercq           | Calixte Van Steenbrugge   | Oudenaarde           |
| 1957                     | René De Rey            | Georges Furnière          | Roger De Clercq           | Büdingen             |
| 1958                     | Firmin Van Kerrebroeck | Roger De Clercq           | Hendrik Willems           | Meulebeke            |
| 1959                     | René De Rey            | Firmin Van Kerrebroeck    | Hendrik Willems           | Hoeselt              |
| 1960                     | Roger De Clercq        | Firmin Van Kerrebroeck    | Pierre Kumps              | Everbeek             |
| 1961                     | Firmin Van Kerrebroeck | Herman Van Caester        | Pierre Kumps              | Hombeek              |
| 1962                     | Roger De Clercq        | Albert Van Damme          | Pierre Kumps              | Vonêche              |
| 1963                     | Albert Van Damme       | Jozef Matheussen          | Pierre Kumps              | Gavere               |
| 1964                     | Roger De Clercq        | René De Rey               | Albert Van Damme          | Bomal                |
| 1965                     | Albert Van Damme       | Pierre Kumps              | Leon Scheirs              | Overijse             |
| 1966                     | Albert Van Damme       | René De Rey               | Robert Vermeire           | Meulebeke            |
| 1967                     | Eric De Vlaeminck      | Freddy Nys                | René De Clercq            | Zolder               |
| 1968                     | Albert Van Damme       | Roger De Vlaeminck        | Herman Van Caester        | Opwijk               |
| 1969                     | Eric De Vlaeminck      | Julien Van Dnk Haesevelde | Freddy Nys                | Ruien                |
| 1970                     | Albert Van Damme       | Roger De Vlaeminck        | Daniel Van Damme          | Wetteren             |
| 1971                     | Eric De Vlaeminck      | Albert Van Damme          | René De Clercq            | Ruien                |
| 1972                     | Eric De Vlaeminck      | Albert Van Damme          | Michel Baele              | Lembeek              |
| 1973                     | Albert Van Damme       | Michel Baele              | Julien Van Dnk Haesevelde | Horebeke             |
| 1974                     | Roger De Vlaeminck     | Albert Van Damme          | Michel Baele              | Beernem              |
| 1975                     | Roger De Vlaeminck     | Eric De Vlaeminck         | Marc De Block             | Volkegem             |
| 1976                     | Marc De Block          | Albert Van Damme          | Eric De Vlaeminck         | Overijse             |
| 1977                     | Marc De Block          | Albert Van Damme          | Eric De Vlaeminck         | Munte                |
| 1978                     | Roger De Vlaeminck     | Eric Desruelle            | Jan Teugels               | Beernem              |
| 1979                     | Jan Teugels            | Roger De Vlaeminck        | Robert Vermeire           | Koersel              |
| 1980                     | Roland Liboton         | Robert Vermeire           | Johan Ghyllebert          | Maurage              |
| 1981                     | Roland Liboton         | Robert Vermeire           | Johan Ghyllebert          | Vaux-sous-Chèvremont |
| 1982                     | Roland Liboton         | Robert Vermeire           | Johan Ghyllebert          | Kessel               |
| 1983                     | Roland Liboton         | Robert Vermeire           | Johan Ghyllebert          | Overijse             |
| 1984                     | Roland Liboton         | Robert Vermeire           | Johan Ghyllebert          | Asper                |
| 1985                     | Roland Liboton         | Rudy De Bie               | Robert Vermeire           | Zillebeke            |
| 1986                     | Roland Liboton         | Paul De Brauwer           | Rudy De Bie               | Koersel              |
| 1987                     | Roland Liboton         | Paul De Brauwer           | Yvan Messelis             | Mol                  |
| 1988                     | Roland Liboton         | Paul De Brauwer           | Danny De Bie              | Ploegsteert          |
| 1989                     | Roland Liboton         | Yvan Messelis             | Danny De Bie              | Bioul                |
| 1990                     | Danny De Bie           | Roland Liboton            | Yvan Messelis             | Overijse             |
| 1991                     | Danny De Bie           | Paul De Brauwer           | Johan Museeuw             | Asper                |
| 1992                     | Danny De Bie           | Guy Vandijck              | Paul De Brauwer           | Dixmuda              |
| 1993                     | Paul Herygers          | Danny De Bie              | Paul De Brauwer           | Houthalen-Helchteren |
| 1994                     | Peter Van Dnk Abeele   | Danny De Bie              | Filip Van Luchem          | Soumagne             |
| 1995                     | Marc Janssens          | Erwin Vervecken           | Peter Van dnk Abeele      | Heist-op-dêem-Berg   |
| 1996                     | Erwin Vervecken        | Paul Herygers             | Mario De Clercq           | Overijse             |
| 1997                     | Paul Herygers          | Mario De Clercq           | Arne Daelmans             | Hoogstraten          |
| 1998                     | Marc Janssens          | Erwin Vervecken           | Mario De Clercq           | Geraardsbergen       |
| 1999                     | Marc Janssens          | Mario De Clercq           | Sven Nys                  | Soumagne             |
| 2000                     | Sven Nys               | Erwin Vervecken           | Mario De Clercq           | Gante                |
| 2001                     | Mario De Clercq        | Erwin Vervecken           | Bart Wellens              | Mol                  |
| 2002                     | Mario De Clercq        | Erwin Vervecken           | Sven Vanthourenhout       | Koksijde             |
| 2003                     | Sven Nys               | Ben Berden                | Bart Wellens              | Wielsbeke            |
| 2004                     | Bart Wellens           | Mario De Clercq           | Sven Nys                  | Lille                |
| 2005                     | Sven Nys               | Tom Vannoppen             | Ben Berden                | Wachtebeke           |
| 2006                     | Sven Nys               | Erwin Vervecken           | Bart Wellens              | Tervuren             |
| 2007                     | Bart Wellens           | Klaas Vantornout          | Sven Nys                  | Hamme                |
| 2008                     | Sven Nys               | Bart Wellens              | Niels Albert              | Hofstade             |
| 2009                     | Sven Nys               | Niels Albert              | Kevin Pauwels             | Ruddervoorde         |
| 2010                     | Sven Nys               | Klaas Vantornout          | Tom Meeusen               | Oostmalle            |
| 2011                     | Niels Albert           | Bart Wellens              | Kevin Pauwels             | Antuérpia            |
| 2012                     | Sven Nys               | Niels Albert              | Rob Peeters               | Hooglede             |
| 2013                     | Klaas Vantornout       | Sven Nys                  | Kevin Pauwels             | Mol                  |
| 2014                     | Sven Nys               | Rob Peeters               | Bart Wellens              | Waregem              |
| 2015                     | Klaas Vantornout       | Tom Meeusen               | Wout Van Aert             | Erpe-Mere            |
| 2016                     | Wout Van Aert          | Laurens Sweeck            | Sven Nys                  | Lille                |
| 2017                     | Wout Van Aert          | Kevin Pauwels             | Laurens Sweeck            | Ostende              |
| 2018                     | Wout Van Aert          | Laurens Sweeck            | Daan Soete                | Koksijde             |
| 2019                     | Toon Aerts             | Wout Van Aert             | Michael Vanthourenhout    | Kruibeke             |
| 2020                     | Laurens Sweeck         | Eli Iserbyt               | Toon Aerts                | Antuérpia            |
| 2021                     |                        |                           |                           | Meulebeke            |
| 2022                     |                        |                           |                           | Middelkerke          |

## Palmarés feminino

### Profissional
| Ano  | Vencedor           | Segundo            | Terceiro           | Localidade   |
| ---- | ------------------ | ------------------ | ------------------ | ------------ |
| 2001 | Kathleen Vermeiren | Anja Nobus         | Lory Laroy         | Mol          |
| 2002 | Anja Nobus         | Kathleen Vermeiren | Hilde Quintens     | Koksijde     |
| 2003 | Hilde Quintens     | Anja Nobus         | Veerle Ingels      | Wielsbeke    |
| 2004 | Anja Nobus         | Loes Sels          | Kathleen Vermeiren | Lille        |
| 2005 | Veerle Ingels      | Anja Nobus         | Loes Sels          | Wachtebeke   |
| 2006 | Hilde Quintens     | Kathy Ingels       | Anja Nobus         | Tervuren     |
| 2007 | Loes Sels          | Katrien Aerts      | Hilde Quintens     | Hamme        |
| 2008 | Loes Sels          | Veerle Ingels      | Katrien Pauwels    | Hofstade     |
| 2009 | Joyce Vanderbeken  | Sanne Cant         | Veerle Ingels      | Ruddervoorde |
| 2010 | Sanne Cant         | Joyce Vanderbeken  | Ellen Van Loy      | Oostmalle    |
| 2011 | Sanne Cant         | Nancy Bober        | Joyce Vanderbeken  | Antuérpia    |
| 2012 | Sanne Cant         | Joyce Vanderbeken  | Hilde Quintens     | Hooglede     |
| 2013 | Sanne Cant         | Ellen Van Loy      | Joyce Vanderbeken  | Mol          |
| 2014 | Sanne Cant         | Ellen Van Loy      | Githa Michiels     | Waregem      |
| 2015 | Sanne Cant         | Ellen Van Loy      | Githa Michiels     | Erpe-Mere    |
| 2016 | Sanne Cant         | Ellen Van Loy      | Loes Sels          | Lille        |
| 2017 | Sanne Cant         | Laura Verdonschot  | Ellen Van Loy      | Ostende      |
| 2018 | Sanne Cant         | Ellen Van Loy      | Loes Sels          | Koksijde     |
| 2019 | Sanne Cant         | Loes Sels          | Laura Verdonschot  | Kruibeke     |
| 2020 | Sanne Cant         | Laura Verdonschot  | Ellen Van Loy      | Antuérpia    |
| 2021 |                    |                    |                    | Meulebeke    |
| 2022 |                    |                    |                    | Middelkerke  |

## Estatísticas

### Mais vitórias
| Ciclista               | Vitórias | Anos                                                        |
| ---------------------- | -------- | ----------------------------------------------------------- |
| Roland Liboton         | 10       | 1980, 1981, 1982, 1983, 1984, 1985, 1986, 1987, 1988 e 1989 |
| Sven Nys               | 9        | 2000, 2003, 2005, 2006, 2008, 2009, 2010, 2012 e 2014       |
| Firmin Van Kerrebroeck | 6        | 1950, 1952, 1955, 1956, 1958 e 1961                         |
| Albert Van Damme       | 6        | 1963, 1965, 1966, 1968, 1970 e 1973                         |
| Maurice Seynaeve       | 5        | 1933, 1934, 1935, 1936 e 1937                               |
| Georges Vandermeirsch  | 5        | 1945, 1946, 1947, 1949 e 1951                               |
| Eric De Vlaeminck      | 4        | 1967, 1969, 1971 e 1972                                     |
| Roger De Clercq        | 3        | 1960, 1962 e 1964                                           |
| Roger De Vlaeminck     | 3        | 1974, 1975 e 1978                                           |
| Danny De Bie           | 3        | 1990, 1991 e 1992                                           |
| Marc Janssens          | 3        | 1995, 1998 e 1999                                           |
| Wout Van Aert          | 2        | 2016, 2017 e 2018                                           |
| Joseph Van Ingelghem   | 2        | 1912 e 1914                                                 |
| Henri Moerenhout       | 2        | 1913 e 1926                                                 |
| Georges Ronsse         | 2        | 1929 e 1930                                                 |
| Jules Goedhuys         | 2        | 1928 e 1931                                                 |
| Omer Thys              | 2        | 1938 e 1939                                                 |
| Eugeen Jacobs          | 2        | 1942 e 1943                                                 |
| René De Rey            | 2        | 1957 e 1959                                                 |
| Marc De Block          | 2        | 1976 e 1977                                                 |
| Paul Herygers          | 2        | 1993 e 1997                                                 |
| Mario De Clercq        | 2        | 2001 e 2002                                                 |
| Bart Wellens           | 2        | 2004 e 2007                                                 |
| Klaas Vantornout       | 2        | 2013 e 2015                                                 |

| Ciclista       | Vitórias | Anos                                                              |
| -------------- | -------- | ----------------------------------------------------------------- |
| Sanne Cant     | 11       | 2010, 2011, 2012, 2013, 2014, 2015, 2016, 2017, 2018, 2019 e 2020 |
| Anja Nobus     | 2        | 2004 e 2002                                                       |
| Hilde Quintens | 2        | 2003 e 2006                                                       |
| Loes Sels      | 2        | 2007 e 2008                                                       |